# المپیادهای علمی ایران

## شرایط و هزینه شرکت در المپیاد
شرایط و ضوابط شرکت در المپیادهای علمی دانش آموزی، هر ساله از سوی وب‌سایت رسمی باشگاه دانش پژوهان جوان ارائه می‌شود.
هزینه شرکت در آزمون در سال ۱۳۹۲ برابر ده هزار تومان به ازای هر درس بود. در سال ۱۳۹۴ این مقدار به بیست هزار و پانصد تومان افزایش یافت و در سال ۱۳۹۷ به بیست و پنج هزار تومان و در سال ۱۳۹۸ به سی هزار تومان به ازای هر درس افزایش یافته‌بود. در سال ۱۳۹۹ نیز هزینه ثبت نام به چهل هزار تومان افزایش یافته‌بود. در سال ۱۴۰۱ هزینه ثبت‌نام به هشتاد هزار تومان افزایش یافت و در سال ۱۴۰۲ هزینه شرکت به صد و ده هزار تومان رسید. در سال ۱۴۰۳ نیز هزینه شرکت در هر رشته به همان میزان سال گذشته باقی ماند.
| سال         | هزینه (هزارتومان) |
| ----------- | ----------------- |
| ۱۳۹۳ - ۱۳۹۲ | ۱۰                |
| ۱۳۹۶ - ۱۳۹۴ | ۲۰٫۵              |
| ۱۳۹۷        | ۲۵                |
| ۱۳۹۸        | ۳۰                |
| ۱۳۹۹        | ۴۰                |
| ۱۴۰۰        | ۵۰                |
| ۱۴۰۱        | ۸۰                |
| ۱۴۰۳ - ۱۴۰۲ | ۱۱۰               |
| ۱۴۰۴ - ۱۴۰۳ | ۱۱۰               |

## مراحل المپیاد
هر المپیاد، از شروع تا انتخاب تیم ملی، شامل چهار مرحله یا بیشتر است. در مرحله اول که حدود بهمن ماه هر سال برگزار می‌شود و حدود ۱۰۰ هزار نفر شرکت‌کننده دارد و از این تعداد حدود هزار نفر پذیرفته می‌شوند. تنها پذیرفته شدگان مرحله اول می‌توانند در مرحله دوم شرکت کنند.
در مرحله دوم هر سال نیز، حدود ۴۰ نفر در هر المپیاد برگزیده می‌شوند و برای آن‌ها دوره‌ای در طول تابستان برگزار می‌شود. در طی دوره تابستانی و در انتهای آن تعدادی آزمون برگزار می‌شود. با توجه به نمره امتحانات دوره به دانش‌پژوهان مدال‌های طلا، نقره یا برنز اهدا می‌شود. دارندگان مدال طلا در دورهٔ دیگری که معمولاً در نیمهٔ دوم همان سال برگزار می‌شود شرکت می‌کنند. پس از پایان دوره طلا آزمون‌های انتخاب تیم برگزار می‌شود که رتبه‌های برتر به‌عنوان اعضای تیم ملی جمهوری اسلامی ایران جهت اعزام به المپیادهای جهانی برگزیده می‌شوند.

## فهرست المپیادها
- المپیاد ریاضی
- المپیاد فیزیک
- المپیاد ادبی
- المپیاد کامپیوتر
- المپیاد شیمی
- المپیاد زیست‌شناسی
- المپیاد نجوم و اخترفیزیک
- المپیاد سواد رسانه‌ای
- المپیاد اقتصاد، مدیریت و حکمرانی
- المپیاد علوم و فناوری نانو
- المپیاد سلول‌های بنیادی و پزشکی بازساختی
- المپیاد جغرافیا
- المپیاد علوم زمین
- المپیاد هوش مصنوعی

## شیوۀ مدال‌دهی
طی مرحله سوم، در کنار کلاس‌ها آزمون‌هایی نیز برگزار می‌شود. البته دانش‌آموزان المپیاد های فیزیک و کامپیوتر بعد از مشخص شدن نتایج آزمون عملی به ۴۰ نفر کاهش پیدا می‌کنند و فقط افراد باقی‌مانده در آزمون‌های نهایی شرکت می‌کنند و امکان کسب مدال را دارند. نمرات آزمون‌ها طبق فرمول کمیتۀ علمی منجر به یک "نمرۀ کل" می‌شود. دانش آموزانی که نمره بالاتری گرفته باشند مدال طلا می‌گیرند. اگر دانش‌پژوهی سال گذشته موفق به کسب مدال طلا شده باشد در محاسبه تعداد مدال طلای همان المپیاد لحاظ نمی‌شود. کمی بیشتر از افرادی که مدال طلا گرفته‌اند، نقره می‌گیرند.
بجز المپیادهای کامپیوتر و کارآفرینی میانگین نمره کل دانش‌پژوهانی که موفق به کسب مدال‌های طلا و نقره نشده‌اند به عنوان "میانگین سطح برنز" محاسبه می‌شود. در همۀ المپیادها شرط لازم برای دریافت مدال برنز، کسب دست‌کم هفتاد درصد میانگین سطح برنز است. در صورتی که نمرهٔ فردی از هفتاد درصد میانگین سطح برنز کمتر باشد، از مدال محروم می‌شود و صرفاً دیپلم افتخار می‌گیرد.
همچنین ممکن است نمره چند نفر در مرز مدال‌های طلا و نقره برابر شود، هر کمیته علمی ضابطه‌ای اختصاصی دارد تا تکلیف این حالت مشخص شود. این ضوابط به‌گونه‌ای است که تعداد مدال‌های طلا اعطایی، بیش‌تر از تعداد مشخص‌شده در بخش‌نامه نباشد. ولی در حالتی که تساوی نمرات در مرز نقره و برنز باشد، به نمرات مرزی مدال نقره تعلق می‌گیرد.
عدم رعایت ضوابط انضباطی و اخلاقی و تخلف در آزمون‌ها و مانند آن می‌تواند منجر به محرومیت از کسب مدال شود. همچنین در صورتی که نمرۀ دانش‌پژوهان کمتر از حد نصاب تعیین شده توسط کمیتۀ علمی باشد از تعداد مدال‌ها کم می‌شود.

### تعداد مدال‌های مشخص شده در بخش‌نامه
با توجّه به ضوابط مدال‌دهی ممکن است تعداد مدال ها با جدول زیر متفاوت باشد:
| رشته                            | تعداد مدال آوران | تعداد مدال | تعداد مدال | تعداد مدال |
| رشته                            | تعداد مدال آوران | برنز       | نقره       | طلا        |
| ------------------------------- | ---------------- | ---------- | ---------- | ---------- |
| ادبی                            | ۴۰               | ۱۱         | ۱۱         | ۱۸         |
| ریاضی                           | ۶۰               | ۲۴         | ۲۴         | ۱۲         |
| زیست شناسی                      | ۴۰               | ۱۶         | ۱۶         | ۸          |
| شیمی                            | ۴۰               | ۱۶         | ۱۶         | ۸          |
| فیزیک                           | ۴۰               | ۱۵         | ۱۵         | ۱۰         |
| کامپیوتر                        | ۴۰               | ۱۶         | ۱۶         | ۸          |
| نجوم و اخترفیزیک                | ۴۰               | ۱۵         | ۱۵         | ۱۰         |
| مدیریت، اقتصاد و حکمرانی        | ۴۰               | ۱۵         | ۱۵         | ۱۰         |
| جغرافیا                         | ۴۰               | ۱۶         | ۱۶         | ۸          |
| سواد رسانه‌ای                    | ۴۰               | ۱۶         | ۱۶         | ۸          |
| سلول‌های بنیادی و پزشکی بازساختی | ۴۰               | ۱۶         | ۱۶         | ۸          |
| علوم زمین                       | ۴۰               | ۱۶         | ۱۶         | ۸          |
| علوم و فناوری نانو              | ۴۰               | ۱۶         | ۱۶         | ۸          |
| هوش مصنوعی                      | ۴۰               | ۱۶         | ۱۶         | ۸          |

## امتیازها
تمامی دارندگان مدال نخبه حساب می‌شوند و از مزایای بنیاد نخبگان بهره می‌برند. البته مزیای آن‌ها بسته به مدال تفاوت دارد. تمامی آن‌ها می‌توانند همچون دیگر نخبگان از طرح بنیاد نخبگان برای خدمت سربازی استفاده کنند.در ۷ رشته مشخص شده در جدول بالا دارندگان مدال طلا از کنکور سراسری معاف هستند و دارندگان مدال‌های نقره و برنز هم ۲۰ درصد سهمیه در کنکور سراسری دارند. (تسهیلات ورود به دانشگاه ممکن است هرسال تغییراتی داشته باشد.)
به نفرات برگزیده در هر رشته که در سطح کشور در زمینه‌های درسی خود، مقام اول را کسب کنند، امتیازاتی همچون استخدام در یکی از دستگاه‌های دولتی استان و امکان استفاده از بورسیه تحصیلی داده می‌گردد که همگی زیر نظر آموزش و پرورش می‌باشد.